# Богушин (Нижньосілезьке воєводство)
Богушин (пол. Boguszyn, нім. Friedrichswartha) — село в Польщі, у гміні Клодзко Клодзького повіту Нижньосілезького воєводства.
Населення — 420 осіб (2011).

## Демографія
Демографічна структура станом на 31 березня 2011 року:
|          | Загалом | Допрацездатний вік | Працездатний вік | Постпрацездатний вік |
| -------- | ------- | ------------------ | ---------------- | -------------------- |
| Чоловіки | 203     | 38                 | 153              | 12                   |
| Жінки    | 217     | 37                 | 135              | 45                   |
| Разом    | 420     | 75                 | 288              | 57                   |